# Jan Kanty Lenczowski
Jan Kanty Lenczowski (ur. 22 października 1721 w Kamieńsku na Wołyniu, zm. 24 sierpnia 1807) – ksiądz katolicki, biskup pomocniczy diecezji krakowskiej dla okręgu lubelskiego, dziekan kolegiaty lubelskiej, kanonik chełmski i krakowski, doktor obojga praw.

## Życiorys
Urodził się w Kamieńsku, w diecezji łuckiej na Wołyniu, w rodzinie szlacheckiej legitymującej się herbem Strzemię. 8 sierpnia 1751 otrzymał święcenia kapłańskie. Kształcił się w Akademii Zamojskiej. Mianowany w 1758 proboszczem w Rykach (funkcję tę sprawował do 1802). W 1760 objął probostwo w Czemiernikach oraz został dziekanem kapituły lubelskiej. W 1762 uzyskał doktorat obojga praw.
6 marca 1767 mianowany przez biskupa Kajetana Sołtyka biskupem pomocniczym diecezji krakowskiej dla okręgu lubelskiego. 31 sierpnia 1767 uzyskał od papieża Klemensa III potwierdzenie tego wyboru oraz nominację na stolicę tytularną Abdery. Sakrę biskupią przyjął w 1768. Otrzymał od biskupa Sołtyka prawo do wykonywania czynności pontyfikalnych i obsadzania probostw na terenie województwa lubelskiego. Od 1770 również prawo noszenia infuły na tym terenie.
W 1773 został kanonikiem, a następnie archidiakonem sandomierskim. W 1790 roku był członkiem Komisji Porządkowej Cywilno-Wojskowej dla ziemi lubelskiej i powiatu urzędowskiego województwa lubelskiego. W 1797 roku został archidiakonem lubelskim. Funkcje te pełnił prawie do swojej śmierci. Po utworzeniu diecezji lubelskiej w 1805 pozostał na jej terenie. Zmarł 24 sierpnia 1807.
Odznaczony Orderem Świętego Stanisława w 1788 roku.